# 大江國際購物中心

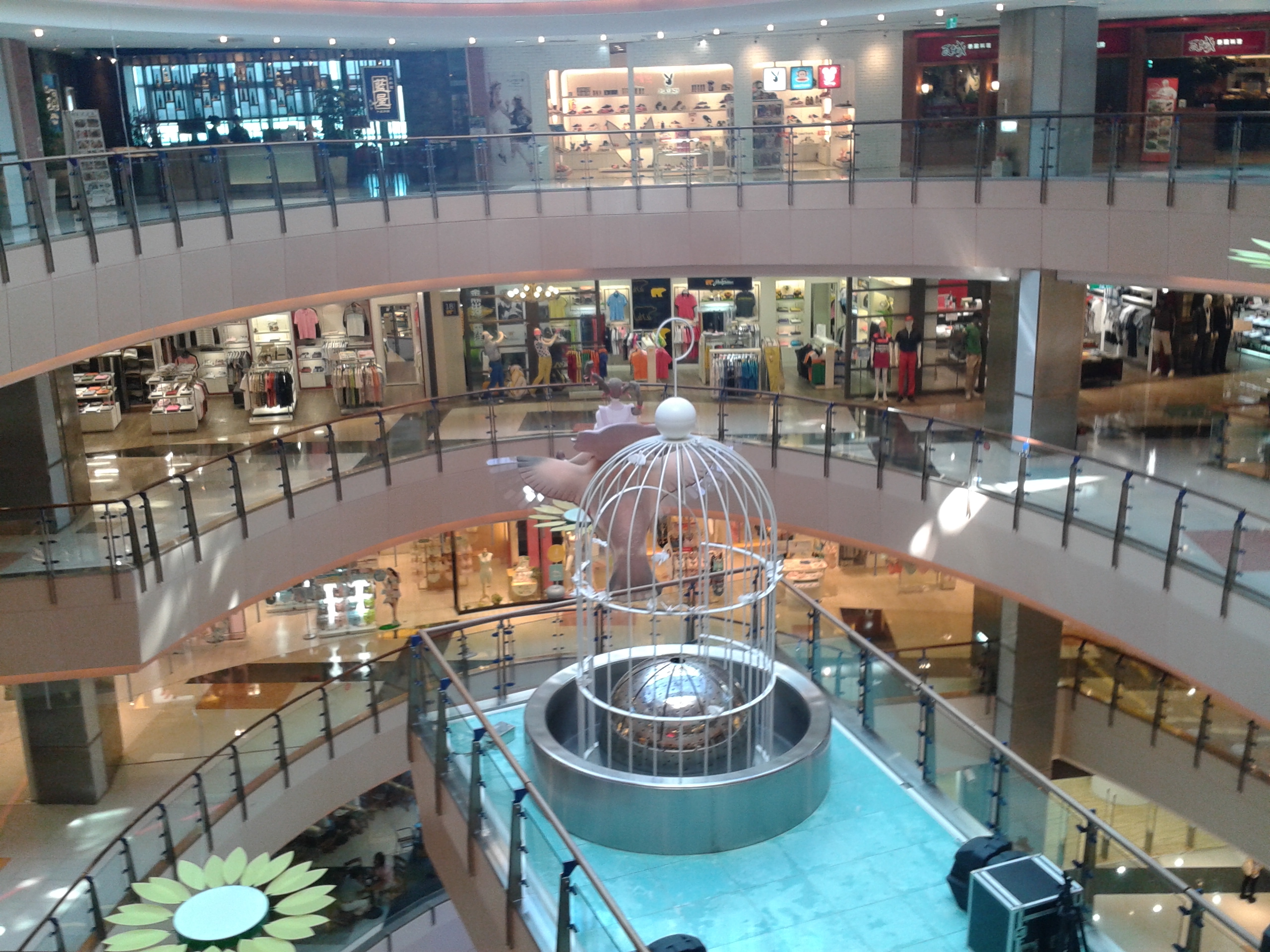
大江購物中心內的中庭

大江國際購物中心（英語：MetroWalk Shopping Center）是位於臺灣桃園市中壢區的大型購物中心，開幕於2001年，造價23億元、土地成本25億元。在營運上，大江國際購物中心與日本福岡市的博多運河城（キャナルシティ博多）有合作關係，整個購物中心的經營管理顧問，是由經營博多運河城的幕後集團福岡地所所屬之管理顧問部門協助之。
主力核心店有誠品書店、GiGO、Studio A、SBC星橋國際影城，除此之外、電玩遊戲廠商世嘉（SEGA）也在購物中心內設有該公司旗下主題樂園品牌Joypolis的第一家海外分店。

## 樓層導覽
| 使用樓層 | 用途                       |
| -------- | -------------------------- |
| 5        | SBC星橋國際影城            |
| 4        | 食玩饗樂町.瘋玩派樂地      |
| 3        | 牛仔休閒.紳士休閒.健康     |
| 2        | 流行少女.嬰童.生活健康     |
| 1        | 都會仕女.紳士.進口個性休閒 |
| B1       | 特色美食                   |
| B2       | 停車場                     |

## 外部連結
- 大江國際購物中心（页面存档备份，存于）
- 大江國際購物中心的Facebook專頁
- 大江國際購物中心的Instagram帳戶
- YouTube上的大江國際購物中心頻道
- 台灣公司資料 （页面存档备份，存于）

25°0′4.68″N 121°13′43.29″E / 25.0013000°N 121.2286917°E